# İmralı
İmralı is een klein Turks eiland, gelegen in de Zee van Marmara. Bestuurlijk gezien behoort het eiland tot de provincie Bursa. İmralı is 8 km lang en 3 km breed en heeft een oppervlakte van 9,98 km². Het hoogste punt is met 217 meter de Türk Tepesi.
Tot 1913 behoorde İmralı tot Griekenland. Er woonden zo'n 1200 mensen op het eiland. Er was een school en er stonden drie kloosters. De eilandbewoners leefden van de landbouw en visserij. Na de Vrede van Lausanne, waarmee de Grieks-Turkse Oorlog werd beëindigd, werd het eiland ontruimd en kwam het onder toezicht van de Turkse marine. Vanaf dat moment diende İmralı als gevangeniseiland. Bekende gevangenen waren de regisseur Yılmaz Güney, minister-president Adnan Menderes en schrijver Billy Hayes.
Abdullah Öcalan, een leider van de separatistische beweging PKK, die een gewapende strijd voert voor Koerdische onafhankelijkheid, is opgesloten op İmralı. Van 1999 tot 2009 was Öcalan de enige gevangene op het eiland.
Daarnaast is er op İmralı ook een militaire basis.